# Canadá nos Jogos Pan-Americanos de 1955
O Canadá competiu nos Jogos Pan-Americanos de 1955 na Cidade do México de 12  a 16 de março de 1955. Foi a primeira participação canadense no evento que conquistou 4 medalhas de ouro.